# Eurhopalothrix alopeciosa
Eurhopalothrix alopeciosa é uma espécie de formiga do gênero Eurhopalothrix, pertencente à subfamília Myrmicinae.